# Aeroporto Internazionale di Cairns
L'Aeroporto Internazionale di Cairns (IATA: CNS, ICAO: YBCS) è un aeroporto civile australiano situato a 7 km a nord di Cairns, nel sobborgo di Aeroglen, nello Stato del Queensland. L'aeroporto, situato a 3 m s.l.m., è servito sia da voli domestici che da voli internazionali. Dispone di una pista in asfalto con orientamento 15/33 lunga 3.156 metri e di due Terminal passeggeri: il terminal 1, riservato ai voli internazionali, e il terminal 2, riservato ai voli domestici.